# Чёрный пират
«Чёрный пират» (англ. The Black Pirate, 1926) — знаменитый немой фильм Альберта Паркера, чёрно-белая приключенческая мелодрама с Дугласом Фэрбенксом и Билли Дав в главных ролях.

## Сюжет
Пираты берут на абордаж испанское судно, грабят его и убивают команду и всех пассажиров. Спастись удается только двоим — молодому дворянину Михелю и его отцу. После того, как море выбрасывает их на необитаемый остров, отец Михеля умирает, и тот клянётся отомстить за его преждевременную гибель. Далее его подбирает с острова пиратское судно. Михель доказывает свою доблесть, с успехом захватив торговый корабль, и вскоре приобретает славу удачливого морского разбойника по прозвищу Чёрный пират.
Захватив очередное судно, Михель влюбляется в его пассажирку, прекрасную принцессу Изабель, и делает девушку своей пленницей. При попытке бежать вместе с Изабель, пираты ловят его и заставляют пройти по доске. Михель падает в море, но ему удаётся доплыть до берега и вместе со верными ему людьми захватить корабль. В конце выясняется, что на самом деле Михель — испанский герцог. Он предлагает Изабель руку и сердце, и девушка, успевшая полюбить пирата, принимает его предложение.

## В ролях
- Дуглас Фэрбенкс — герцог Арнольдо, он же Чёрный пират
- Билли Дав — принцесса Изабель
- Дональд Крисп — Мактэвиш

## Релиз
- Фильм вышел на экраны в США 8 марта 1926 года.

## Значение
- В 1993 году фильм включён в Национальный реестр фильмов при Библиотеке Конгресса США.

## Интересные факты
- Хотя «Чёрный пират» считается чёрно-белым, он стал первым в мире фильмом, полностью сделанным с использованием разработанной компанией Technicolor технологии двухцветной съёмки (прежде эта технология использовалась только для тонирования отдельных фрагментов фильмов).